# Silvius ochraceus
Silvius ochraceus är en tvåvingeart som beskrevs av Friedrich Hermann Loew 1858. Silvius ochraceus ingår i släktet Silvius och familjen bromsar. Inga underarter finns listade i Catalogue of Life.